# Zakonodajni referendum v zvezi s predlogom zakona o spremembah in dopolnitvah zakona o vračanju vlaganj v javno telekomunikacijsko omrežje
Zakonodajni referendum v zvezi s predlogom zakona o spremembah in dopolnitvah zakona o vračanju vlaganj v javno telekomunikacijsko omrežje (ZVVJTO-A – EPA 596-III) je bil predhodni zakonodajni referendum, ki je potekal 19. januarja 2003.

## Ozadje
Zaradi preveč plačanih sredstev za telefonski priključek je Vseslovensko združenje upravičencev do vračila vlaganj v telekomunikacijsko omrežje s predsednikom Darkom Frasom začelo kampanjo vračila teh sredstev oškodovanim. Ker združenje ni doseglo svojih ciljev v državnem zboru, so začeli zbirati podpise za razpis referenduma. Uspešno so zbrali 40.000 podpisov.